# University of Nebraska-Lincoln Women's Volleyball 2024
Questa voce raccoglie le informazioni riguardanti la University of Nebraska-Lincoln Women's Volleyball nella stagione 2024.

## Stagione
La University of Nebraska-Lincoln partecipa alla Big Ten Conference per la quattordicesima volta, vincendo il suo quarto titolo di conference a pari merito con la Penn State.
Al torneo NCAA Division I riceve la testa di serie numero 1, ospitando prima la fase sub-regionale, dove elimina la Florida A&M e la Miami (Florida); alla sweet sixteen le Cornhuskers impiegano quattro set per piegare la resistenza della Dayton, centrando poi l'accesso alla loro diciottesima final four con la vittoria sulla Wisconsin.
La corsa verso il titolo si interrompe nella semifinale nazionale, in cui viene sconfitta in rimonta dalla Penn State.

## Organigramma societario
Area direttiva
- Presidente: Troy Dannen

Area tecnica
- Allenatore: John Cook
- Assistente allenatore: Jaylen Reyes, Kelly Hunter, Jordan Larson

## Rosa
| N° | Nome             | Ruolo | Data di nascita  | Nazionalità sportiva | Anno      |
| -- | ---------------- | ----- | ---------------- | -------------------- | --------- |
| 2  | Bergen Reilly    | P     | 26 maggio 2005   | Stati Uniti          | Sophomore |
| 5  | Rebekah Allick   | C     | 26 gennaio 2004  | Stati Uniti          | Junior    |
| 6  | Laney Choboy     | L     | 6 gennaio 2005   | Stati Uniti          | Sophomore |
| 7  | Maisie Boesiger  | L     | 7 settembre 2003 | Stati Uniti          | Junior    |
| 8  | Alexis Rodriguez | L     | 11 marzo 2003    | Stati Uniti          | Senior    |
| 9  | Kennedi Orr      | P     | 7 novembre 2002  | Stati Uniti          | Senior    |
| 10 | Olivia Mauch     | L     | 30 agosto 2005   | Stati Uniti          | Freshman  |
| 11 | Leyla Blackwell  | C     | 1º luglio 2002   | Stati Uniti          | Senior    |
| 12 | Taylor Landfair  | S     | 12 novembre 2001 | Stati Uniti          | Senior    |
| 13 | Merritt Beason   | O     | 16 aprile 2003   | Stati Uniti          | Senior    |
| 15 | Andi Jackson     | C     | 15 giugno 2005   | Stati Uniti          | Sophomore |
| 21 | Skyler Pierce    | S     | 2 dicembre 2005  | Stati Uniti          | Freshman  |
| 22 | Lindsay Krause   | S     | 11 dicembre 2002 | Stati Uniti          | Senior    |
| 27 | Harper Murray    | S     | 24 febbraio 2005 | Stati Uniti          | Sophomore |

## Mercato
| Acquisti | Acquisti        | Acquisti            | Acquisti   |
| R.       | Nome            | da                  | Modalità   |
| -------- | --------------- | ------------------- | ---------- |
| C        | Leyla Blackwell | San Diego           | definitivo |
| S        | Taylor Landfair | Minnesota           | definitivo |
| L        | Olivia Mauch    | Bennington HS       | definitivo |
| S        | Skyler Pierce   | Olathe Northwest HS | definitivo |

| Cessioni | Cessioni            | Cessioni            | Cessioni   |
| R.       | Nome                | a                   | Modalità   |
| -------- | ------------------- | ------------------- | ---------- |
| S        | Allysa Batenhorst   | Southern California | definitivo |
| S        | Caroline Jurevicius | Penn State          | definitivo |
| S        | Hayden Kubik        | Tennessee           | definitivo |
| C        | Maggie Mendelson    | Penn State          | definitivo |

## Statistiche

### Statistiche di squadra
| Competizione                       | Punti | In casa | In casa | In casa | In trasferta | In trasferta | In trasferta | Campo neutro | Campo neutro | Campo neutro | Totale | Totale | Totale |
| Competizione                       | Punti | G       | V       | P       | G            | V            | P            | G            | V            | P            | G      | V      | P      |
| ---------------------------------- | ----- | ------- | ------- | ------- | ------------ | ------------ | ------------ | ------------ | ------------ | ------------ | ------ | ------ | ------ |
| Big Ten Conference NCAA Division I | .917  | 23      | 22      | 1       | 12           | 10           | 2            | 1            | 1            | 0            | 36     | 33     | 3      |
| Totale                             | .917  | 23      | 22      | 1       | 12           | 10           | 2            | 1            | 1            | 0            | 36     | 33     | 3      |

G = partite giocate; V = partite vinte; P = partite perse

### Statistiche dei giocatori
| Giocatrice   | Big Ten Conference NCAA Division I | Big Ten Conference NCAA Division I | Big Ten Conference NCAA Division I | Big Ten Conference NCAA Division I | Big Ten Conference NCAA Division I | Totale | Totale | Totale | Totale | Totale |
| Giocatrice   | P                                  | PT                                 | AV                                 | MV                                 | BV                                 | P      | PT     | AV     | MV     | BV     |
| ------------ | ---------------------------------- | ---------------------------------- | ---------------------------------- | ---------------------------------- | ---------------------------------- | ------ | ------ | ------ | ------ | ------ |
| R. Allick    | 35                                 | 285,5                              | 198                                | 87,5                               | 0                                  | 35     | 285,5  | 198    | 87,5   | 0      |
| M. Beason    | 36                                 | 427                                | 339                                | 58                                 | 30                                 | 36     | 427    | 339    | 58     | 30     |
| L. Blackwell | 13                                 | 69,5                               | 54                                 | 15,5                               | 0                                  | 13     | 69,5   | 54     | 15,5   | 0      |
| M. Boesiger  | 9                                  | 0                                  | 0                                  | 0                                  | 0                                  | 9      | 0      | 0      | 0      | 0      |
| L. Choboy    | 36                                 | 0                                  | 0                                  | 0                                  | 0                                  | 36     | 0      | 0      | 0      | 0      |
| A. Jackson   | 34                                 | 373                                | 299                                | 73                                 | 1                                  | 34     | 373    | 299    | 73     | 1      |
| L. Krause    | 24                                 | 149,5                              | 120                                | 14,5                               | 15                                 | 24     | 149,5  | 120    | 14,5   | 15     |
| T. Landfair  | 33                                 | 245,5                              | 219                                | 25,5                               | 1                                  | 33     | 245,5  | 219    | 25,5   | 1      |
| O. Mauch     | 36                                 | 21                                 | 0                                  | 0                                  | 21                                 | 36     | 21     | 0      | 0      | 21     |
| H. Murray    | 36                                 | 485                                | 411                                | 35                                 | 39                                 | 36     | 485    | 411    | 35     | 39     |
| K. Orr       | 35                                 | 10                                 | 0                                  | 0                                  | 10                                 | 35     | 10     | 0      | 0      | 10     |
| B. Reilly    | 36                                 | 134,5                              | 81                                 | 32,5                               | 21                                 | 36     | 134,5  | 81     | 32,5   | 21     |
| A. Rodriguez | 36                                 | 17                                 | 0                                  | 0                                  | 17                                 | 36     | 17     | 0      | 0      | 17     |

P = presenze; PT = punti totali; AV = attacchi vincenti; MV = muri vincenti; BV = battute vincenti

NB: I muri singoli valgono una unità di punto, mentre i muri doppi e tripli valgono mezza unità di punto; anche i giocatori nel ruolo di libero sono impegnati al servizio